# Landkreis Limburg-Weilburg
Landkreis Limburg-Weilburg is een Landkreis in de Duitse deelstaat Hessen. Kreisstadt is Limburg an der Lahn. De Landkreis telt 172.291 inwoners (31 december 2020) op een oppervlakte van 738,44 km². Op 31 december 2020 had 12,97% van de inwoners een niet-Duits staatsburgerschap (22.350 niet-Duitsers) en hadden 175 inwoners het Nederlandse staatsburgerschap.

## Steden
De volgende steden liggen in de Landkreis:

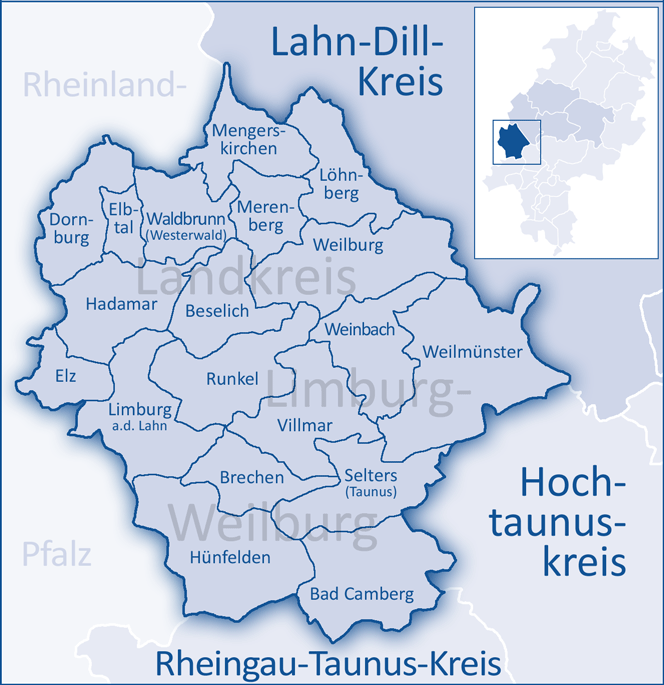
Gemeenten in het Landkreis

- Bad Camberg
- Hadamar
- Limburg an der Lahn
- Runkel
- Weilburg

Bergstraße · Darmstadt · Darmstadt-Dieburg · Frankfurt am Main · Fulda · Gießen · Groß-Gerau · Hersfeld-Rotenburg · Hochtaunuskreis · Kassel (stad) · Landkreis Kassel · Lahn-Dill-Kreis · Limburg-Weilburg · Main-Kinzig-Kreis · Main-Taunus-Kreis · Marburg-Biedenkopf · Odenwaldkreis · Offenbach am Main · Landkreis Offenbach · Rheingau-Taunus-Kreis · Schwalm-Eder-Kreis · Vogelsbergkreis · Waldeck-Frankenberg · Werra-Meißner-Kreis · Wetteraukreis · Wiesbaden
Bad Camberg ·
Beselich ·
Brechen ·
Dornburg ·
Elbtal ·
Elz ·
Hadamar ·
Hünfelden ·
Limburg a.d. Lahn ·
Löhnberg ·
Mengerskirchen ·
Merenberg ·
Runkel ·
Selters (Taunus) ·
Villmar ·
Waldbrunn (Westerwald) ·
Weilburg ·
Weilmünster ·
Weinbach